# Kurt Schwitters
Kurt Schwitters (ur. 20 czerwca 1887 w Hanowerze, zm. 8 stycznia 1948 w Ambleside) – niemiecki intelektualista, zajmujący się malarstwem, rzeźbą, typografią, poezją, komponowaniem muzyki. Przedstawiciel dadaizmu.
Ukończył szkołę rzemiosła artystycznego w Hanowerze (Kunstgewerbeschule) oraz akademię sztuki w Dreźnie (Kunstakademie).
W 1936 roku wyemigrował do Norwegii, a stamtąd do Wielkiej Brytanii – był to wynik jego działalności intelektualnej (artykuły w czasopismach, spotkania i wykłady dla publiczności, spektakle), przeciwstawiającej się głupocie, banałowi i nonsensowi wojny.
Był czołowym przedstawicielem niemieckiej sztuki okresu międzywojennego. Pisał dla czasopisma „Der Sturm”, następnie związał się z ruchem dada. W 1923 roku założył własne czasopismo „Merz” (magazyn dadaistyczny i konstruktywistyczny), był także członkiem ugrupowania Abstraction-Creation.
Swoją sztukę określał jako Merz (Merzkunst), a słowo to stworzył z części nagłówka prasowego ogłoszenia: „KOMMERZBANK” i skompilował znaczeniowo ze słowami: ausmerzen (usuwać), Scherz (figiel), Nerz (norka), Herz (serce), März (marzec).
W dziedzinie sztuk plastycznych zasłynął jako twórca dadaistycznych asamblaży (Merzbilder), tworzonych z przeróżnych, przypadkowych materiałów (sznurki, drewno, papier, drobne przedmioty, blacha, farby), zgodnie ze swoim założeniem "tworzenia nowego świata ze szczątków" (lata 1919–1921).

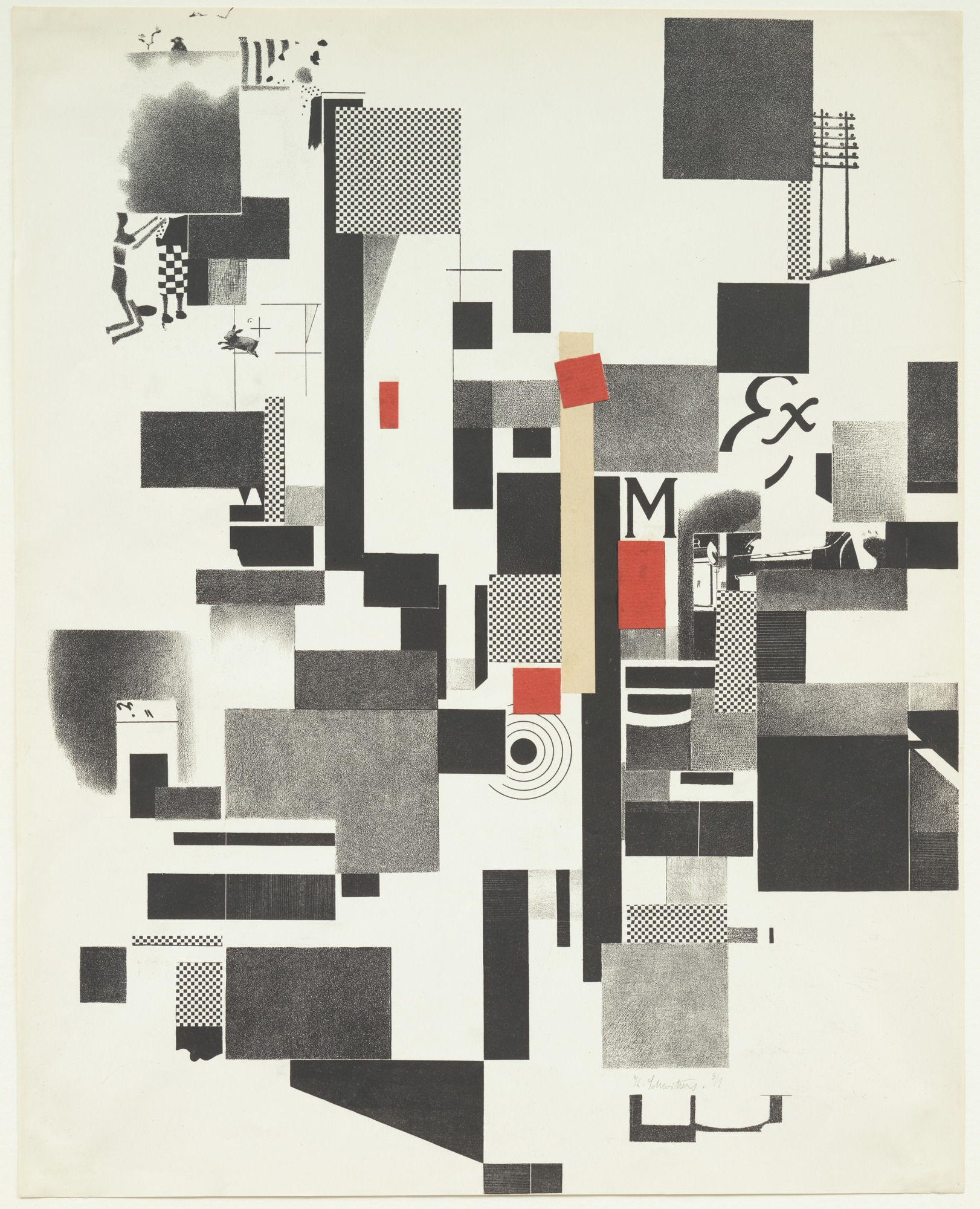
Praca artysty (1923)

Na przełomie lat 20. i 30. stworzył dzieła swego życia: Merzbau – była to abstrakcyjna forma architektury wnętrz. Powstały trzy Merzbau (jedno w Hanowerze, drugie w Norwegii, trzecie – niedokończone – w Ambleside w północnej Anglii), które ilustrowały ideę Schwittersa o sztuce totalnej, łączącej w sobie artystyczną ekspresję rzeźby, architektury i malarstwa. Merzbau były ogromnymi przedsięwzięciami, wymagającymi nakładów pracy i czasu. Schwitters pokrywał ściany trójwymiarowymi kształtami, tworzył groty, nisze, zapełniał je przypadkowymi przedmiotami, odpadkami, resztkami. Twierdził – w sensie fizycznym i ideologicznym – że Merzbau zawierają wszystko, co miało dla niego znaczenie.